# Pachyseris involuta
Pachyseris involuta is een rifkoralensoort uit de familie van de Agariciidae. De wetenschappelijke naam van de soort is voor het eerst geldig gepubliceerd in 1878 door Studer.